# الیزا کوپه
الیزا کوپه (انگلیسی: Eliza Coupe؛ زادهٔ ۶ آوریل ۱۹۸۱) بازیگر اهل ایالات متحده آمریکا است. وی از سال ۲۰۰۶ میلادی تاکنون مشغول فعالیت بوده‌است.

از برنامه‌های تلویزیونی که وی در آن نقش داشته‌است، می‌توان به کوانتیکو، بچه‌دارشدن و پایان خوش اشاره کرد.